# Centerville (Indiana)
Pour les articles homonymes, voir Centerville.
Centerville est une localité du Comté de Wayne dans l'état de l'Indiana aux États-Unis.
En 2010, la population était de 2 552 habitants.

## Personnalités liées à la commune
- Grace Julian Clarke (1865-1938), suffragette.